# Daniel Walchshofer
Daniel Walchshofer (* 20. Januar 1994) ist ein österreichischer Badmintonspieler. Er ist Österreichischer Meister und wurde Vizestaatsmeister mit der Mannschaft des BSC 70 Linz.

## Karriere als Spieler
In der Jugend wurde er 2013 in der Altersklasse U19 an der Seite von Simon Rebhandl Zweiter bei den Österreichischen Meisterschaften U19 in Weiz. Auf Landesverbandsebene holte er in der U19 und U22 Kategorie insgesamt vier Landesmeistertitel. 
Im März 2016 holte er an der Seite von Wolfgang Gnedt den Staatsmeistertitel U22 im Doppelbewerb im niederösterreichischen Pressbaum. 2013 wurde er Mannschaftsführer der zweiten Mannschaft des BSC 70 Linz und holte mit dieser vier Landesmeistertitel.
Im September 2017 konnte er bei den ASKÖ-Bundesmeisterschaften in der Allgemeinen Klasse den Herreneinzel-Bewerb gewinnen.
In der Saison 2021/22 holt er mit dem UBC Neuhofen den ersten Landesmeistertitel in der Geschichte dieses Vereins.

## Karriere als Trainer
Walchshofer betreute von 2011 bis 2015 den Nachwuchs des BSC 70 Linz. In dieser Zeit fielen zwei Landesmeistertitel und auch eine Nominierung für den ÖBV-Talentkader. Seit 2015 trainiert er als Regionaltrainer der Region Nord der Österreichischen Badmintonverbandes die Kinder der Altersklasse U13 der Bundesländer OÖ und Salzburg. Er ist ausgebildeter Instruktor des österreichischen Badmintonsports.

## Ehrungen
- Silberner Lorbeer der Askö OÖ
- Sportehrenzeichen in Gold der Stadt Leonding[7]
- Landessportehrenzeichen OÖ